# Conus hypochlorus
Conus hypochlorus é uma espécie de gastrópode do gênero Conus, pertencente a família Conidae.